# Maria Eleonora Boncompagni Ludovisi
Maria Eleonora Boncompagni Ludovisi (Isola del Liri, 10 aprile 1686 – Roma, 5 gennaio 1745) era figlia ed erede della principessa di Piombino Ippolita Ludovisi e di Gregorio I Boncompagni, duca di Sora, e fu principessa sovrana di Piombino per undici anni, dal 29 dicembre 1733 al 5 gennaio 1745.

## Biografia

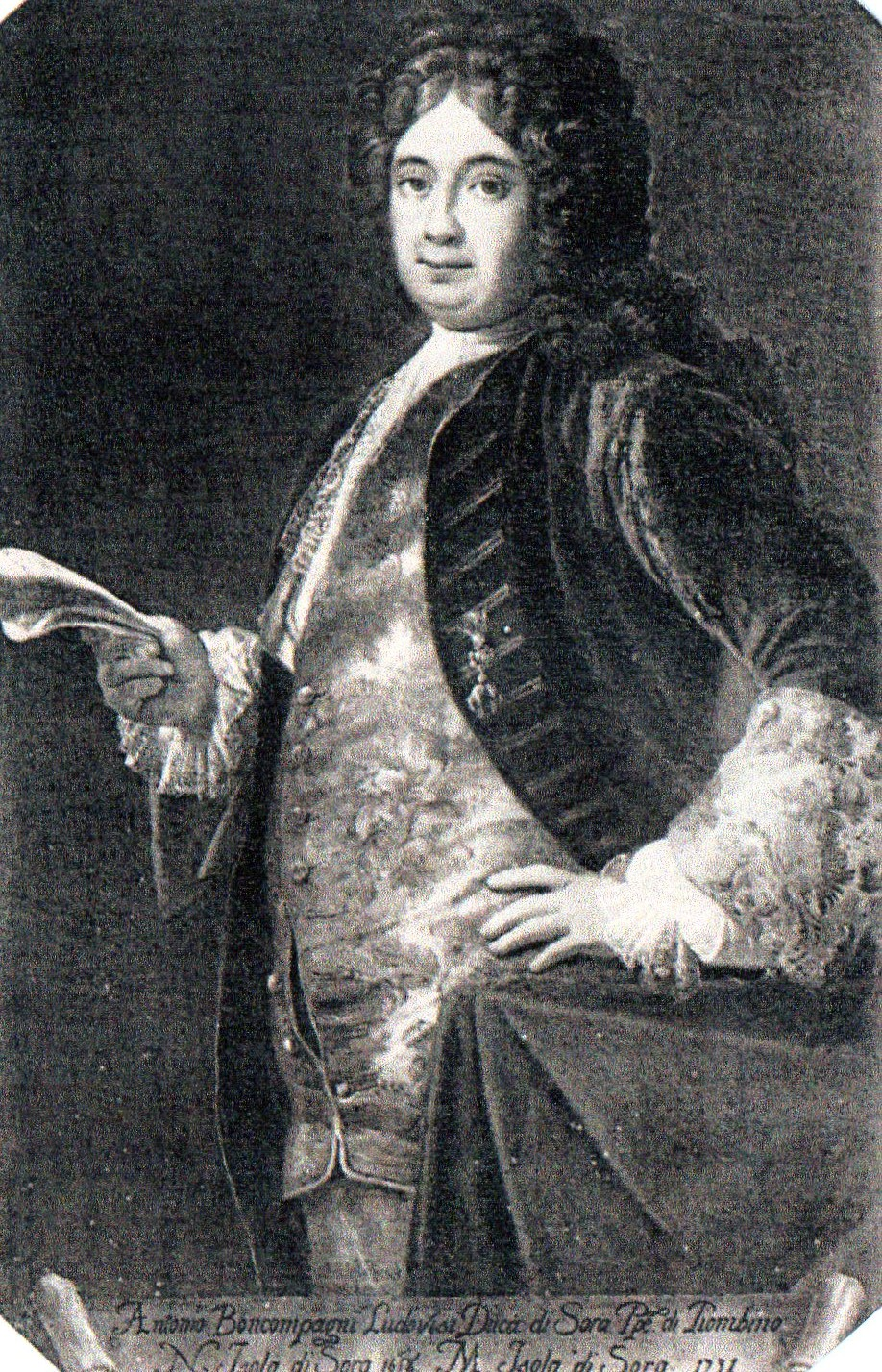
Antonio I Boncompagni,
zio e marito di Maria Eleonora

Maggiore di cinque femmine, dopo la morte prematura del primogenito e unico erede maschio Ugo (1684–1686) acquisì il rango di erede presuntiva al principato di Piombino. I Boncompagni Ludovisi non frequentemente dimoravano nella sede del loro feudo (nominavano un vicario) e cioè nella cittadella sul mare o nelle residenze estive di Scarlino e di Populonia: risiedevano invece a Roma nei palazzi di via del Corso e di via Vittorio Veneto, o nel castello di Isola del Liri, dove Maria Eleonora nacque.
La norma che ammetteva la successione femminile nel principato fu determinante e ben otto donne regnarono per proprio diritto: Paola Colonna, Caterina Appiani, Isabella Appiano, Polissena de Mendoza, suor Olimpia Ludovisi, Ippolita Ludovisi, Maria Eleonora Boncompagni Ludovisi, Elisa Bonaparte.
Gli Appiani e i Ludovisi si estinsero, infatti, nei Boncompagni.

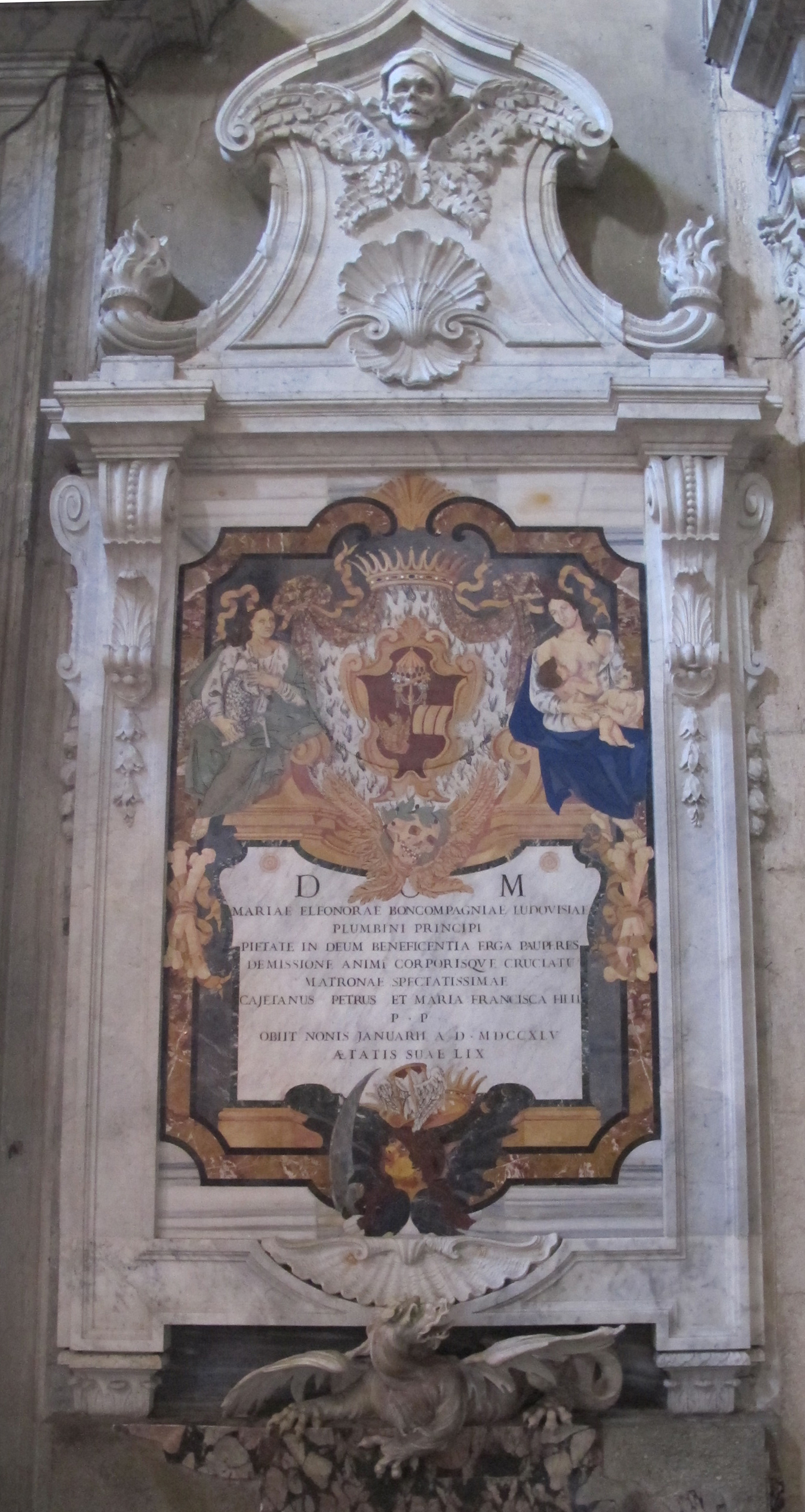
Tomba di Maria Eleonora
nella basilica di Santa Maria del Popolo

Per consolidare il potere dinastico dei Boncompagni il 29 marzo 1702 la sedicenne Maria Eleonora sposò, nella chiesa di Capo Croce a Frascati, il fratello minore del padre, il quarantaquattrenne zio don Antonio Boncompagni (1658-1731), col quale ebbe una vita coniugale felice, allietata da cinque figli, due femmine e tre maschi: Olimpia, Gaetano (che erediterà il principato), Pietro Gregorio, Francesca Cecilia e Nicolò.
Nel 1733 succedette alla madre Ippolita - il procuratore Girolamo Capobassi prese possesso di Piombino in nome e per conto della principessa - e il 9 luglio 1734 le fu confermata l'investitura da parte del re di Spagna. Nel 1734 truppe del regno di Napoli sostituirono quelle austriache per presidiare il principato. Il 22 luglio 1738 Maria Eleonora si interessò alla causa di beatificazione di San Camillo de Lellis.
Il 5 gennaio 1745 la principessa (vedova dal 1731) morì, a 58 anni, per un'infezione contratta durante l'assistenza agli infermi dell'ospedale di San Giovanni. Le succedette il figlio Gaetano e fu tumulata in una tomba nella basilica di Santa Maria del Popolo.
I seguenti erano i titoli completi di Maria Eleonora: principessa sovrana di Piombino, marchesa di Populonia, principessa di Venosa e contessa di Conza, signora di Scarlino, Vignale, Abbadia del Fango, Suvereto, Buriano, Isola d'Elba, Montecristo, Pianosa, Cerboli e Palmaiola.
Scomparso il figlio di Eleonora, Gaetano, gli subentrò il nipote Antonio Maria (1778) che nel 1805 dovette soccombere all'occupazione napoleonica: Napoleone I attribuì Piombino alla capace sorella Elisa e al cognato Felice Baciocchi. Con la restaurazione, però, il Congresso di Vienna abolì l'antica indipendenza del principato assegnandolo al granducato di Toscana, nonostante le rimostranze anche scritte dell'ultimo Boncompagni Ludovisi.

## Discendenza
Dal suo matrimonio, Maria Eleonora ebbe cinque figli:
- Maria Olimpia (29 marzo 1703 - 7 gennaio 1705).
- Niccolò (9 marzo 1704 - 14 marzo 1709).
- Maria Francesca Cecilia (29 marzo 1705 - 4 luglio 1755), sposò nel 1722 Francesco Maria Carafa, IV principe di Belvedere.
- Gaetano (1706-1777). IV principe di Piombino e VII duca di Sora. Sposò nel 1726 la principessa Laura Chigi della Rovere.
- Pietro Gregorio Ottoboni Boncompagni Ludovisi (1709-1747). II duca ex uxore di Fiano. Sposò nel 1730 sua cugina, la duchessa Maria Francesca Ottoboni.

## Ascendenza
|                                                 |                                  |                                                           | Genitori                                  |  |  | Nonni |  |  | Bisnonni                              |  |  | Trisnonni                           |  |
|                                                 |                                  |                                                           |                                           |  |  |       |  |  | Gregorio Boncompagni, II duca di Sora |  |  | Giacomo Boncompagni, I duca di Sora |  |
|                                                 |                                  |                                                           |                                           |  |  |       |  |  | Gregorio Boncompagni, II duca di Sora |  |  | Giacomo Boncompagni, I duca di Sora |  |
|                                                 |                                  | Costanza Sforza di Santa Fiora                            |                                           |  |  |       |  |  | Gregorio Boncompagni, II duca di Sora |  |  |                                     |  |
| Ugo Boncompagni, IV duca di Sora                |                                  |                                                           |                                           |  |  |       |  |  | Gregorio Boncompagni, II duca di Sora |  |  |                                     |  |
|                                                 |                                  | Eleonora Zapata                                           | Juan Bautista Zapata y Cisneros           |  |  |       |  |  |                                       |  |  |                                     |  |
|                                                 |                                  | Eleonora Zapata                                           | Juan Bautista Zapata y Cisneros           |  |  |       |  |  |                                       |  |  |                                     |  |
|                                                 |                                  | Eleonora Zapata                                           | Caterina Brancia                          |  |  |       |  |  |                                       |  |  |                                     |  |
| Gregorio Boncompagni, V duca di Sora            |                                  | Eleonora Zapata                                           |                                           |  |  |       |  |  |                                       |  |  |                                     |  |
|                                                 |                                  | Francesco Ruffo, II duca di Bagnara                       | Carlo I Ruffo, I duca di Bagnara          |  |  |       |  |  |                                       |  |  |                                     |  |
|                                                 |                                  | Francesco Ruffo, II duca di Bagnara                       | Carlo I Ruffo, I duca di Bagnara          |  |  |       |  |  |                                       |  |  |                                     |  |
|                                                 |                                  | Francesco Ruffo, II duca di Bagnara                       | Antonia Spadafora                         |  |  |       |  |  |                                       |  |  |                                     |  |
| Maria Ruffo                                     |                                  | Francesco Ruffo, II duca di Bagnara                       |                                           |  |  |       |  |  |                                       |  |  |                                     |  |
|                                                 |                                  | Guiomara Ruffo                                            | Vincenzo Ruffo, signore di Santa Severina |  |  |       |  |  |                                       |  |  |                                     |  |
|                                                 |                                  | Guiomara Ruffo                                            | Vincenzo Ruffo, signore di Santa Severina |  |  |       |  |  |                                       |  |  |                                     |  |
|                                                 |                                  | Guiomara Ruffo                                            | Maria Ruffo, II principessa di Scilla     |  |  |       |  |  |                                       |  |  |                                     |  |
| Maria Eleonora Boncompagni Ludovisi             |                                  | Guiomara Ruffo                                            |                                           |  |  |       |  |  |                                       |  |  |                                     |  |
|                                                 | Orazio Ludovisi, I duca di Fiano | Pompeo Ludovisi, conte di Samoggia                        |                                           |  |  |       |  |  |                                       |  |  |                                     |  |
|                                                 | Orazio Ludovisi, I duca di Fiano | Pompeo Ludovisi, conte di Samoggia                        |                                           |  |  |       |  |  |                                       |  |  |                                     |  |
|                                                 | Orazio Ludovisi, I duca di Fiano | Camilla Bianchini                                         |                                           |  |  |       |  |  |                                       |  |  |                                     |  |
| Niccolò I Ludovisi, IV principe di Piombino     | Orazio Ludovisi, I duca di Fiano |                                                           |                                           |  |  |       |  |  |                                       |  |  |                                     |  |
|                                                 |                                  | Lavinia Albergati                                         | Fabio Albergati, patrizio bolognese       |  |  |       |  |  |                                       |  |  |                                     |  |
|                                                 |                                  | Lavinia Albergati                                         | Fabio Albergati, patrizio bolognese       |  |  |       |  |  |                                       |  |  |                                     |  |
|                                                 |                                  | Lavinia Albergati                                         | Flaminia Bentivoglio                      |  |  |       |  |  |                                       |  |  |                                     |  |
| Ippolita Ludovisi, VIII principessa di Piombino |                                  | Lavinia Albergati                                         |                                           |  |  |       |  |  |                                       |  |  |                                     |  |
|                                                 |                                  | Pamphilio Pamphili                                        | Camillo Pamphili                          |  |  |       |  |  |                                       |  |  |                                     |  |
|                                                 |                                  | Pamphilio Pamphili                                        | Camillo Pamphili                          |  |  |       |  |  |                                       |  |  |                                     |  |
|                                                 |                                  | Pamphilio Pamphili                                        | Flaminia Cancellieri del Bufalo           |  |  |       |  |  |                                       |  |  |                                     |  |
| Costanza Pamphili                               |                                  | Pamphilio Pamphili                                        |                                           |  |  |       |  |  |                                       |  |  |                                     |  |
|                                                 |                                  | Olimpia Maidalchini, principessa di San Martino al Cimino | Sforza Maidalchini                        |  |  |       |  |  |                                       |  |  |                                     |  |
|                                                 |                                  | Olimpia Maidalchini, principessa di San Martino al Cimino | Sforza Maidalchini                        |  |  |       |  |  |                                       |  |  |                                     |  |
|                                                 |                                  | Olimpia Maidalchini, principessa di San Martino al Cimino | Vittoria Gualtiero                        |  |  |       |  |  |                                       |  |  |                                     |  |
|                                                 |                                  | Olimpia Maidalchini, principessa di San Martino al Cimino |                                           |  |  |       |  |  |                                       |  |  |                                     |  |

## Galleria d'immagini

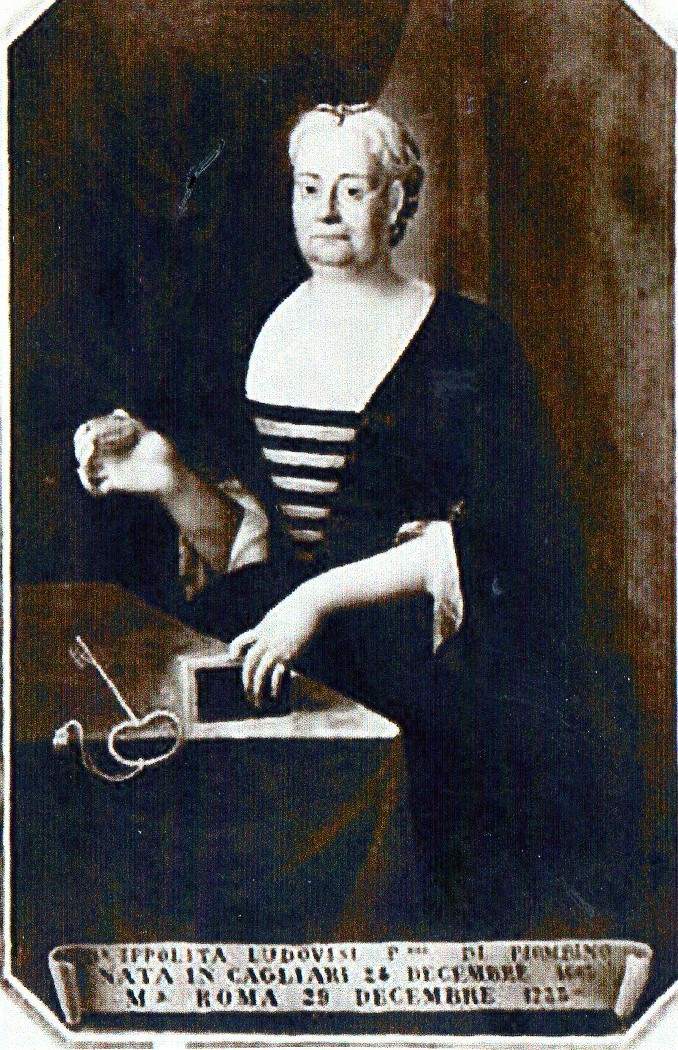
Ippolita Ludovisi, madre di Maria Eleonora
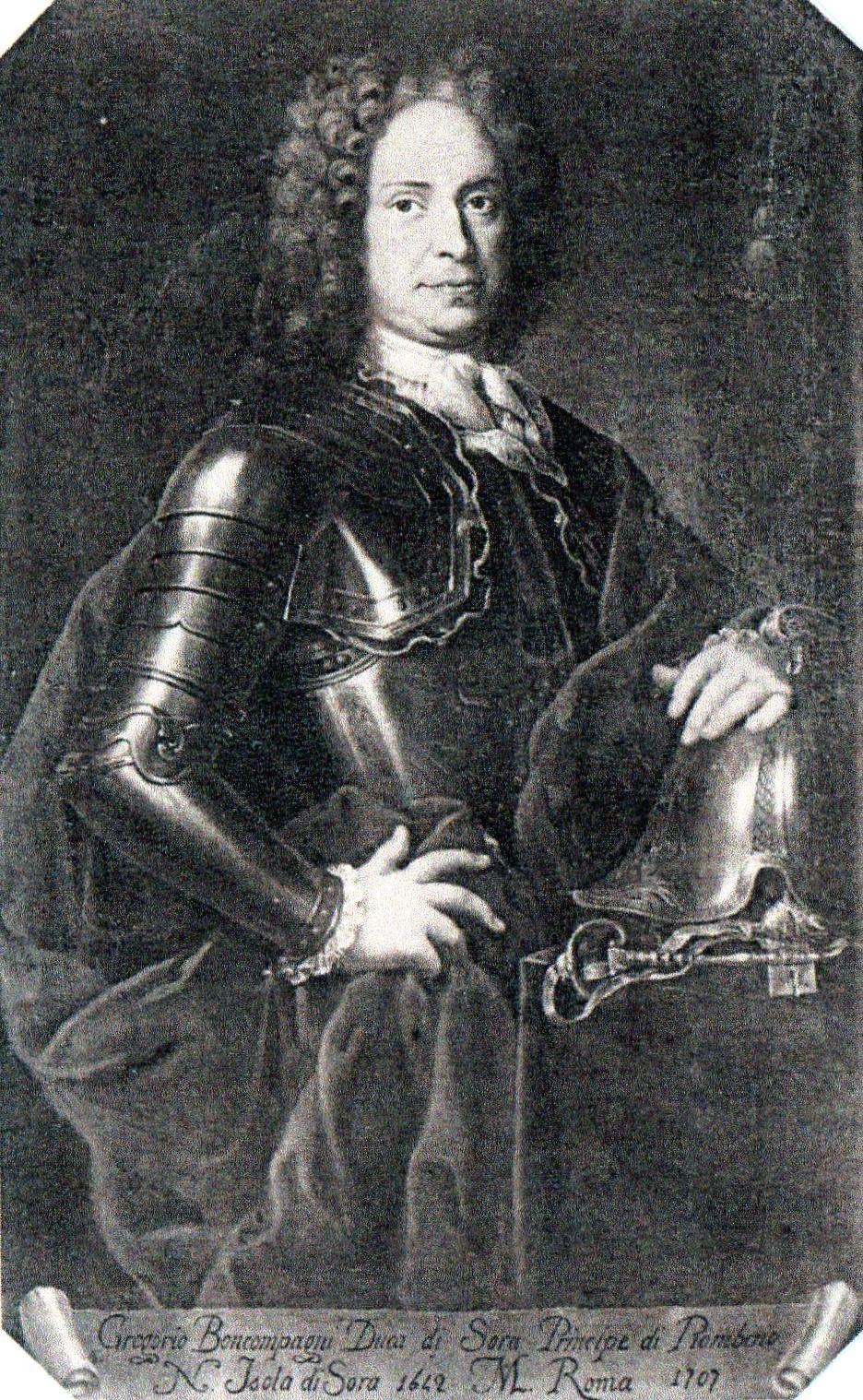
Gregorio I Boncompagni, duca di Sora, padre di Maria Eleonora
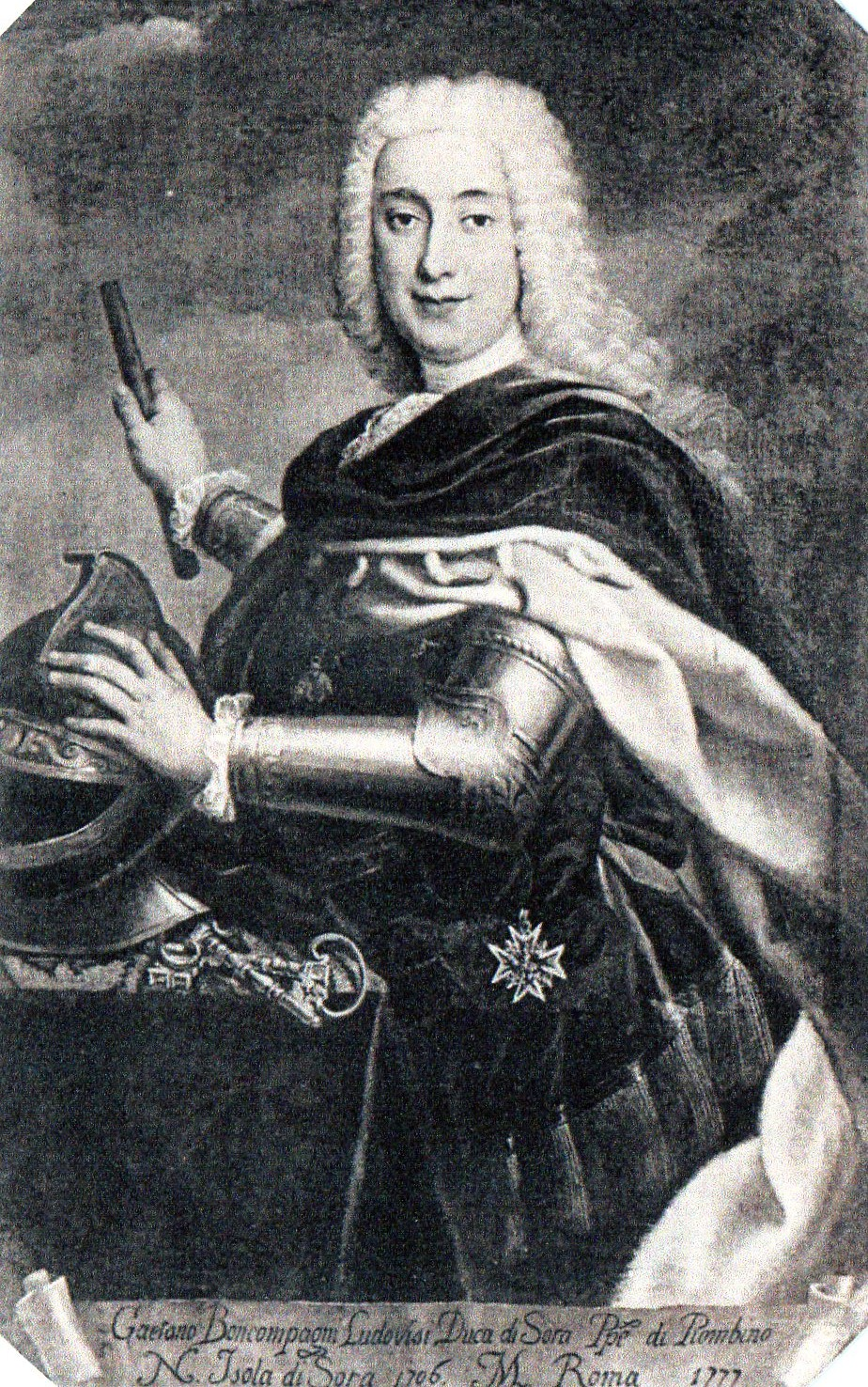
Gaetano Boncompagni Ludovisi, principe (1745-1777), figlio di Eleonora
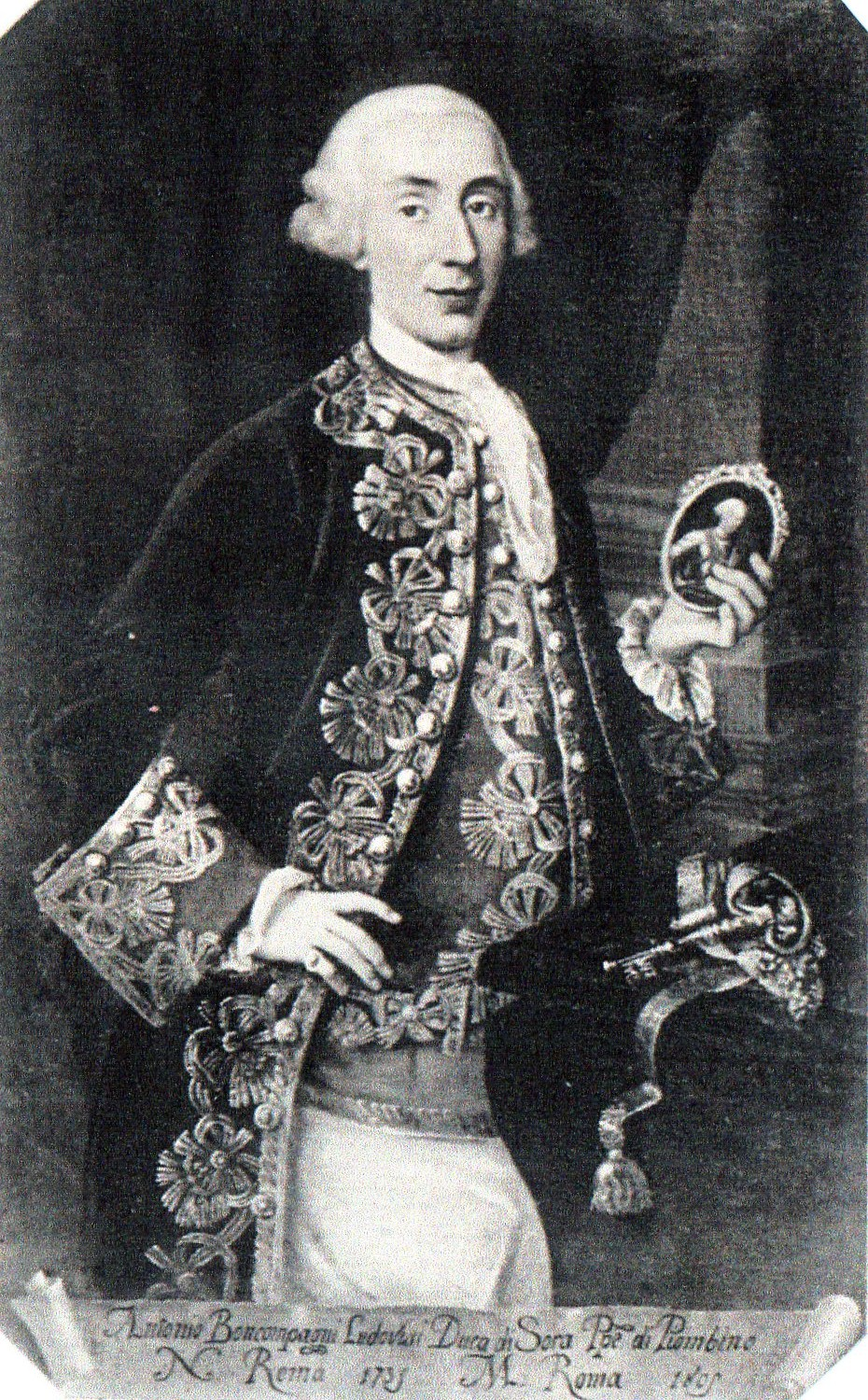
Antonio, nipote di Eleonora e ultimo principe (1778-1805)
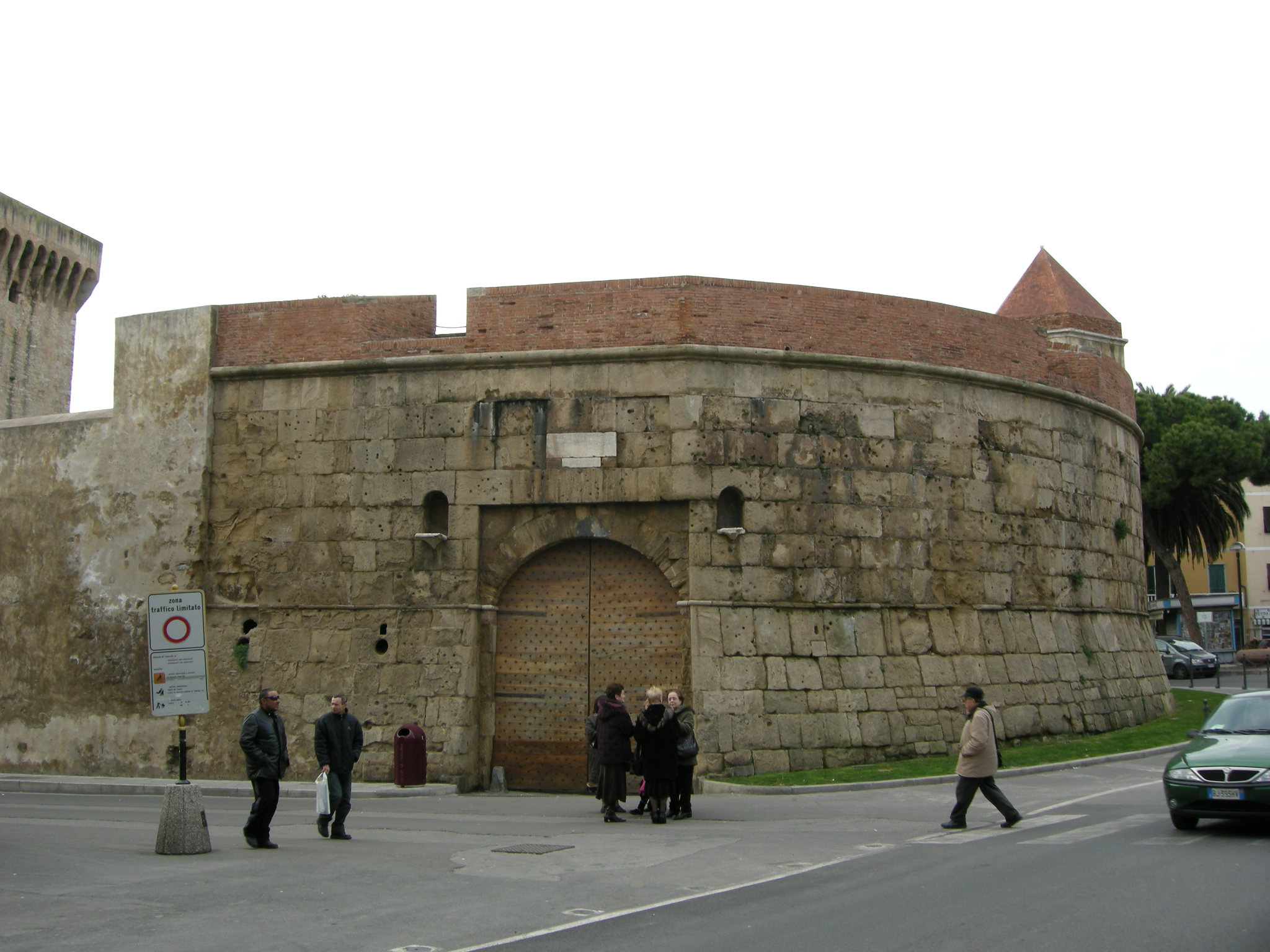
Il rivellino di Piombino
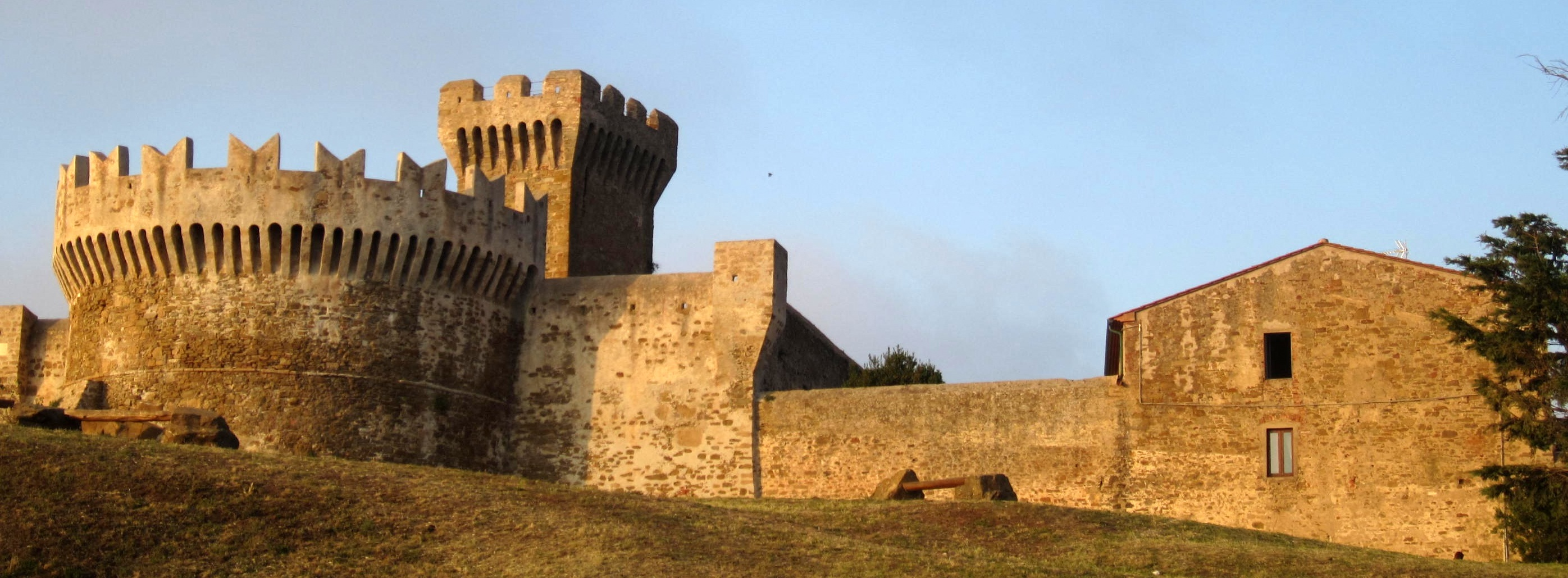
Il castello di Populonia residenza estiva
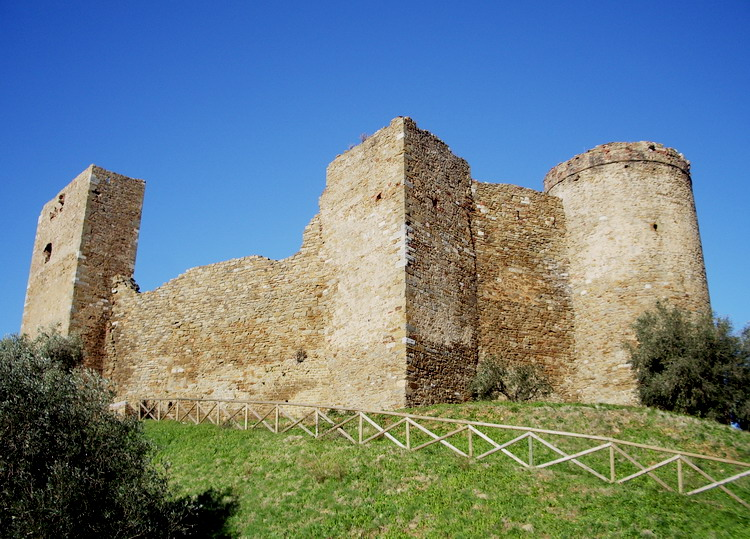
Il castello di Scarlino residenza estiva
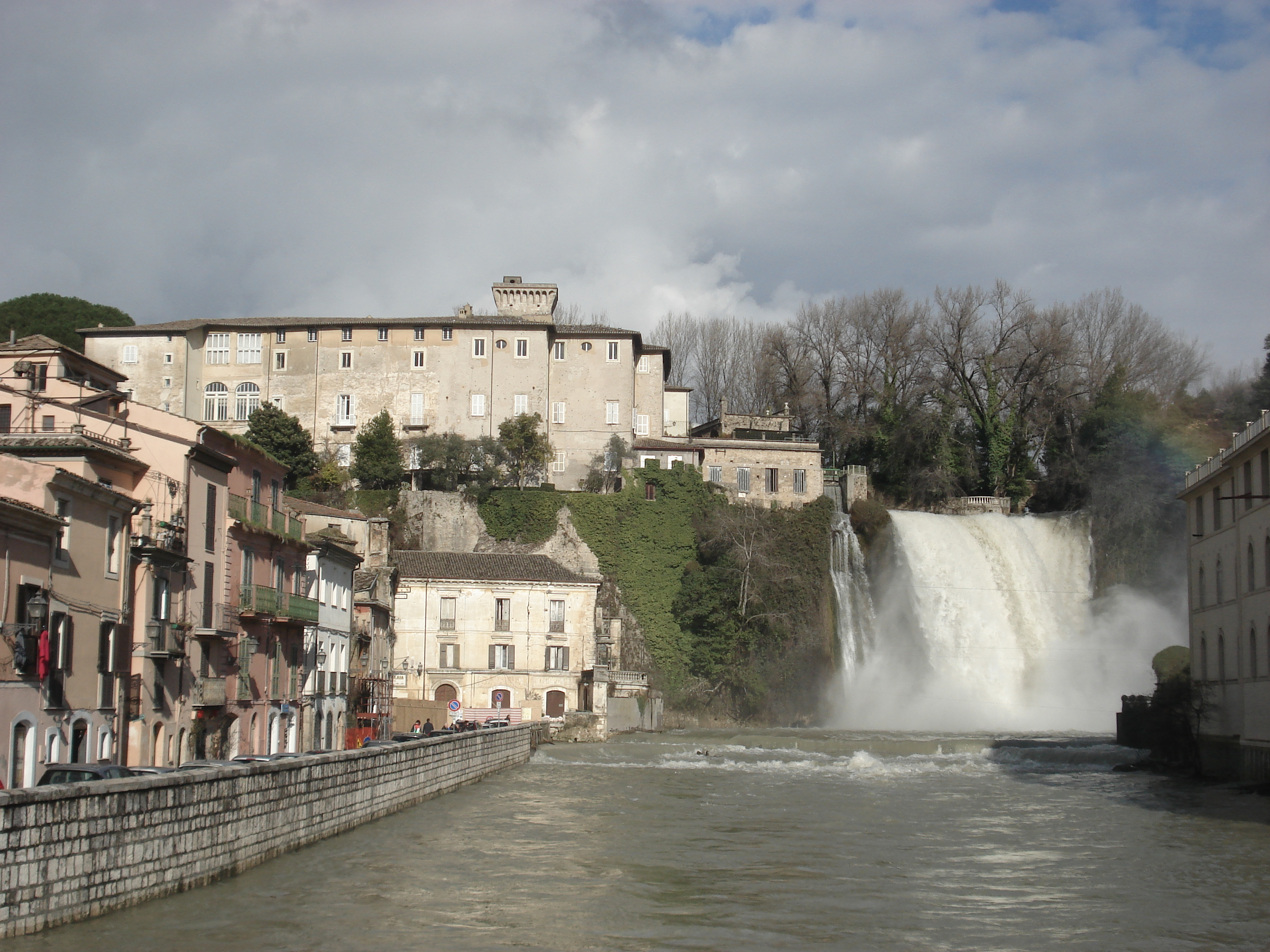
Il castello di Isola del Liri dove nacque Maria Eleonora